# 亨利县 (弗吉尼亚州)
亨利縣（英語：Henry County）是美国弗吉尼亚州南部的一個郡，南鄰北卡罗来纳州，面積996平方公里。根據2020年美國人口普查，共有人口50,948人。縣治馬丁斯維爾（Martinsville）。該縣成立於1777年，縣名紀念美国开国元勋、獨立建國後首任維珍尼亞州州長帕特里克·亨利（Patrick Henry）。